# Lempira (geslacht)
Lempira is een geslacht van rechtvleugeligen uit de familie Romaleidae. De wetenschappelijke naam van dit geslacht is voor het eerst geldig gepubliceerd in 1938 door Rehn.

## Soorten
Het geslacht Lempira omvat de volgende soorten:
- Lempira arcanum Rehn, 1938
- Lempira archimimus Rehn, 1938
- Lempira metapanensis Rowell, 2012